# Геворкян, Владимир Мкртычович
Владимир Мкртычович Геворкян (28 мая 1952, Аштарак, Армянская ССР — 13 апреля 2008, Москва) — инженер-конструктор Филёвского филиала (конструкторское бюро «Салют») Центрального конструкторского бюро машиностроения (ЦКБМ), космонавт-испытатель. Генеральный директор научно-производственной фирмы «Терра».

## Биография

### Образование
Родился 28 мая 1952 года в городе Аштарак в семье Геворкян Мкртыча Карапетовича и Геворкян (Телицина) Татьяны Алексеевны. Окончив среднюю школу № 1 в Загорске Московской области, поступил в Московский государственный технический университет имени Н. Э. Баумана на факультет «Приборостроение». В 1975 году окончил его по специальности «Гироскопические приборы».

### Профессиональная деятельность
С 1975 по 1979 год работал инженером-конструктором Филёвского филиала Центрального конструкторского бюро машиностроения и занимался разработкой транспортного корабля снабжения для доставки экипажа и грузов на орбитальную пилотируемую станцию военного назначения «Алмаз».

### Космическая подготовка
31 августа 1977 года на заседании Главной медицинской комиссии получил допуск к спецподготовкам. Решением Главной межведомственной комиссии 1 декабря 1978 года был рекомендован к зачислению в группу космонавтов Центрального Конструкторского Бюро машиностроения, и 8 декабря 1978 года приказом Министра общего машиностроения СССР был назначен на должность космонавта-испытателя ЦКБМ.
В октябре 1979 года из Филёвского филиала ЦКБМ был переведён в группу космонавтов ЦКБМ в Реутово. Он проходил космическую подготовку в составе группы космонавтов в качестве бортинженера орбитальной пилотируемой станции «Алмаз» и транспортного корабля снабжения.
8 апреля 1987 года группа космонавтов ЦКБМ была расформирована.

### Профессиональная карьера после космической подготовки
С апреля 1987 года работал начальником сектора Научно-производственного объединения машиностроения. В 1988 году был назначен начальником стенда-имитатора конструкторского бюро «Салют». В 1989 году вступил в должность конструктора научно-производственного комплекса «МЕЛАР» АН СССР. В 1991 году был назначен генеральным директором научно-производственной фирмы «Тера» и занимался разработками приборов регистрации информации.

## Смерть
Умер 13 апреля 2008 года от рака головного мозга. Похоронен на Троекуровском кладбище в Москве.